# Liga Nacional de Baloncesto 2014
La temporada 2014 de la Liga Nacional de Baloncesto fue la novena temporada de la historia de la competición dominicana de baloncesto. La temporada regular contó con 80 partidos en general (20 por equipo), esta comenzó el 8 de mayo de 2014 y finalizó el 16 de junio de 2014. Los playoffs iniciaron el 18 de junio de 2014 y terminaron el 11 de julio de 2014, cuando los Metros de Santiago se coronaron campeones de la liga sobre los Titanes del Distrito Nacional.

## Temporada regular
La temporada regular comenzó el jueves 8 de mayo de 2014 con un partido inaugural en cada circuito. En el circuito norte, los Metros de Santiago recibieron a los Reales de La Vega, y en el circuito sureste, los Titanes del Distrito Nacional recibieron a los Cañeros del Este. La temporada regular, finalizó el lunes 16 de junio de 2014.

### Clasificaciones
| Circuito Norte | Circuito Norte                     | Circuito Norte | Circuito Norte | Circuito Norte | Circuito Norte | Circuito Norte | Circuito Norte | Circuito Norte | Circuito Norte |
| Pos.           | Equipo                             | PJ             | G              | P              | %              | PD             | Casa           | Fuera          | Pts            |
| -------------- | ---------------------------------- | -------------- | -------------- | -------------- | -------------- | -------------- | -------------- | -------------- | -------------- |
| 1              | Metros de Santiago                 | 20             | 13             | 7              | .650           | -              | 8-2            | 5-5            | 33             |
| 2              | Reales de La Vega                  | 20             | 11             | 9              | .550           | 2              | 8-2            | 3-7            | 31             |
| 3              | Huracanes del Atlántico            | 20             | 8              | 12             | .400           | 5              | 4-6            | 4-6            | 28             |
| 4              | Indios de San Francisco de Macorís | 20             | 6              | 14             | .300           | 7              | 3-7            | 3-7            | 26             |

| Circuito Sureste | Circuito Sureste              | Circuito Sureste | Circuito Sureste | Circuito Sureste | Circuito Sureste | Circuito Sureste | Circuito Sureste | Circuito Sureste | Circuito Sureste |
| Pos.             | Equipo                        | PJ               | G                | P                | %                | PD               | Casa             | Fuera            | Pts              |
| ---------------- | ----------------------------- | ---------------- | ---------------- | ---------------- | ---------------- | ---------------- | ---------------- | ---------------- | ---------------- |
| 1                | Titanes del Distrito Nacional | 20               | 13               | 7                | .650             | -                | 9-2              | 4-5              | 33               |
| 2                | Leones de Santo Domingo       | 20               | 13               | 7                | .650             | -                | 8-2              | 5-5              | 33               |
| 3                | Soles de Santo Domingo Este   | 20               | 11               | 9                | .550             | 2                | 8-2              | 3-7              | 31               |
| 4                | Cañeros del Este              | 20               | 5                | 15               | .250             | 8                | 3-8              | 2-7              | 25               |

|  | Clasificados a los Playoffs |

Fuente: LNB.com.do

### Estadísticas individuales

#### Puntos
| Pos. | Jugador        | Equipo                        | Partidos | Puntos | Promedio |
| ---- | -------------- | ----------------------------- | -------- | ------ | -------- |
| 1    | Gerardo Suero  | Titanes del Distrito Nacional | 20       | 504    | 25.2     |
| 2    | Víctor Liz     | Metros de Santiago            | 20       | 411    | 20.6     |
| 3    | Edward Santana | Cañeros del Este              | 16       | 302    | 18.9     |
| 4    | Robert Jones   | Titanes del Distrito Nacional | 20       | 360    | 18.0     |
| 5    | Manuel Fortuna | Leones de Santo Domingo       | 20       | 359    | 18.0     |

#### Rebotes
| Pos. | Jugador             | Equipo                  | Partidos | Rebotes | Promedio |
| ---- | ------------------- | ----------------------- | -------- | ------- | -------- |
| 1    | Walter Sharpe       | Reales de La Vega       | 13       | 137     | 10.5     |
| 2    | Edward Santana      | Cañeros del Este        | 16       | 143     | 8.9      |
| 3    | Brian Williams      | Leones de Santo Domingo | 18       | 155     | 8.6      |
| 4    | Sadiel Rojas        | Leones de Santo Domingo | 20       | 171     | 8.6      |
| 5    | Alejandro Rodríguez | Huracanes del Atlántico | 15       | 126     | 8.4      |

#### Asistencias
| Pos. | Jugador            | Equipo                  | Partidos | Asistencias | Promedio |
| ---- | ------------------ | ----------------------- | -------- | ----------- | -------- |
| 1    | Mario Little       | Cañeros del Este        | 12       | 45          | 3.8      |
| 2    | Walker Russell Jr. | Leones de Santo Domingo | 18       | 59          | 3.3      |
| 3    | Manuel Fortuna     | Leones de Santo Domingo | 20       | 57          | 2.9      |
| 4    | Andrés Sandoval    | Reales de La Vega       | 16       | 44          | 2.8      |
| 5    | Kelvin Peña        | Huracanes del Atlántico | 15       | 40          | 2.7      |

#### Robos
| Pos. | Jugador             | Equipo                  | Partidos | Robos | Promedio |
| ---- | ------------------- | ----------------------- | -------- | ----- | -------- |
| 1    | Walter Sharpe       | Reales de La Vega       | 13       | 35    | 2.7      |
| 2    | Sadiel Rojas        | Leones de Santo Domingo | 20       | 45    | 2.3      |
| 3    | José Acosta         | Reales de La Vega       | 19       | 38    | 2.0      |
| 4    | Brian Greene        | Huracanes del Atlántico | 15       | 26    | 1.7      |
| 5    | Alejandro Rodríguez | Huracanes del Atlántico | 15       | 25    | 1.7      |

#### Tapones
| Pos. | Jugador             | Equipo                             | Partidos | Tapones | Promedio |
| ---- | ------------------- | ---------------------------------- | -------- | ------- | -------- |
| 1    | Walter Sharpe       | Reales de La Vega                  | 13       | 32      | 2.5      |
| 2    | Herve Lamizana      | Soles de Santo Domingo Este        | 19       | 46      | 2.4      |
| 3    | Alejandro Rodríguez | Huracanes del Atlántico            | 15       | 24      | 1.6      |
| 4    | Erick Griffin       | Indios de San Francisco de Macorís | 17       | 22      | 1.3      |
| 5    | John García         | Cañeros del Este                   | 17       | 16      | 0.9      |

#### Porcentaje de tiros de campo
| Pos. | Jugador           | Equipo                        | Partidos | TCA | TCI | Porcentaje |
| ---- | ----------------- | ----------------------------- | -------- | --- | --- | ---------- |
| 1    | Juan Miguel Suero | Soles de Santo Domingo Este   | 20       | 113 | 210 | 53.81%     |
| 2    | Robert Jones      | Titanes del Distrito Nacional | 20       | 137 | 260 | 52.69%     |
| 3    | Sadiel Rojas      | Leones de Santo Domingo       | 20       | 112 | 215 | 52.09%     |
| 4    | Edward Santana    | Cañeros del Este              | 16       | 106 | 204 | 51.96%     |
| 5    | Walter Sharpe     | Reales de La Vega             | 13       | 99  | 194 | 51.03%     |

#### Porcentaje de triples
| Pos. | Jugador            | Equipo                        | Partidos | 3PA | 3PI | Porcentaje |
| ---- | ------------------ | ----------------------------- | -------- | --- | --- | ---------- |
| 1    | Walker Russell Jr. | Leones de Santo Domingo       | 18       | 41  | 92  | 44.57%     |
| 2    | J'Covan Brown      | Cañeros del Este              | 14       | 37  | 87  | 42.53%     |
| 3    | Gerardo Suero      | Titanes del Distrito Nacional | 20       | 56  | 140 | 40.00%     |
| 4    | Robert Jones       | Titanes del Distrito Nacional | 20       | 35  | 88  | 39.77%     |
| 5    | Manuel Fortuna     | Leones de Santo Domingo       | 20       | 42  | 113 | 37.17%     |

#### Porcentaje de tiros libres
| Pos. | Jugador        | Equipo                        | Partidos | TLA | TLI | Porcentaje |
| ---- | -------------- | ----------------------------- | -------- | --- | --- | ---------- |
| 1    | Manuel Guzmán  | Soles de Santo Domingo Este   | 20       | 61  | 70  | 87.14%     |
| 2    | Herve Lamizana | Soles de Santo Domingo Este   | 19       | 91  | 111 | 81.98%     |
| 3    | Víctor Liz     | Metros de Santiago            | 20       | 112 | 137 | 81.75%     |
| 4    | Edward Santana | Cañeros del Este              | 16       | 85  | 104 | 81.73%     |
| 5    | Gerardo Suero  | Titanes del Distrito Nacional | 20       | 114 | 141 | 80.85%     |

### Premios
- Jugador Más Valioso:

-  Gerardo Suero, Titanes del Distrito Nacional

- Jugador Defensivo del Año:

-  Sadiel Rojas, Leones de Santo Domingo

- Mejor Sexto Hombre del Año:

-  Adris Rodríguez, Reales de La Vega

- Novato del Año:

-  Alejo Rodríguez, Huracanes del Atlántico

- Dirigente del Año:

-  José Domínguez, Titanes del Distrito Nacional

- Equipo Todos Estrellas:[2]

-  Gerardo Suero, Titanes del Distrito Nacional
-  Víctor Liz, Metros de Santiago
-  Walker Russell Jr., Leones de Santo Domingo
-  Sadiel Rojas, Leones de Santo Domingo
-  Herve Lamizana, Soles de Santo Domingo Este

## Playoffs
|  | Semifinales | Semifinales                   | Semifinales |                               |    | Serie Final        | Serie Final | Serie Final |  |
|  | Mejor de 5  | Mejor de 5                    | Mejor de 5  |                               |    | Mejor de 7         | Mejor de 7  | Mejor de 7  |  |
|  |             |                               |             |                               |    |                    |             |             |  |
|  |             |                               |             |                               |    |                    |             |             |  |
|  | N1          | Metros de Santiago            | 3           |                               |    |                    |             |             |  |
|  | N1          | Metros de Santiago            | 3           |                               |    |                    |             |             |  |
|  | N2          | Reales de La Vega             | 2           |                               |    |                    |             |             |  |
|  | N2          | Reales de La Vega             | 2           |                               | N1 | Metros de Santiago | 4           |             |  |
|  |             |                               |             |                               | N1 | Metros de Santiago | 4           |             |  |
|  |             |                               | S1          | Titanes del Distrito Nacional | 2  |                    |             |             |  |
|  | S1          | Titanes del Distrito Nacional | S1          | Titanes del Distrito Nacional | 2  | 3                  |             |             |  |
|  | S1          | Titanes del Distrito Nacional |             |                               |    | 3                  |             |             |  |
|  | S2          | Leones de Santo Domingo       | 1           |                               |    |                    |             |             |  |
|  | S2          | Leones de Santo Domingo       | 1           |                               |    |                    |             |             |  |
|  |             |                               |             |                               |    |                    |             |             |  |

- N = Circuito Norte
- S = Circuito Sureste

### Finales del Circuito Norte
| 18 de junio de 2014 | Metros de Santiago                                      | 92–88                | Reales de La Vega                                             | |  |  |
|                     | Parciales: 21 - 13, 27 - 25, 27 - 18, 17 - 32           |                      |                                                               | |  |  |
|                     | Estadísticas Eloy Vargas 22 Eloy Vargas 14 Víctor Liz 4 | Reporte Pts Reb Asts | Estadísticas 26 Walter Sharpe 8 Walter Sharpe 4 Walter Sharpe | Pabellón: Gran Arena del Cibao, Santiago de los Caballeros, Santiago Árbitros: Roberto Mota, Daniel Asencio y Víctor Sánchez |  |  |
| Metros lideran 1-0  |                                                         |                      |                                                               | |  |  |
|                     |                                                         |                      |                                                               | |  |  |

| 20 de junio de 2014 | Reales de La Vega                                                  | 92–90                | Metros de Santiago                                        | |  |  |
|                     | Parciales: 23 - 15, 26 - 32, 22 - 29, 21 - 24                      |                      |                                                           | |  |  |
|                     | Estadísticas Walter Sharpe 29 Walter Sharpe 15 Terrence Williams 4 | Reporte Pts Reb Asts | Estadísticas 22 Víctor Liz 6 Eloy Vargas 2 tres jugadores | Pabellón: Palacio de los Deportes Fernando Teruel, Concepción de La Vega, La Vega Árbitros: Reynaldo Mercedes, Joel Pérez y Carlos Cleto |  |  |
| Serie empatada 1-1  |                                                                    |                      |                                                           | |  |  |
|                     |                                                                    |                      |                                                           | |  |  |

| 21 de junio de 2014 | Metros de Santiago                                      | 86–73                | Reales de La Vega                                                 | |  |  |
|                     | Parciales: 21 - 21, 16 - 11, 24 - 16, 25 - 25           |                      |                                                                   | |  |  |
|                     | Estadísticas Víctor Liz 22 Eloy Vargas 13 Eloy Vargas 5 | Reporte Pts Reb Asts | Estadísticas 16 Walter Sharpe 8 Rigoberto Mendoza 2 Walter Sharpe | Pabellón: Gran Arena del Cibao, Santiago de los Caballeros, Santiago Árbitros: Robinson Aracena, Celestino Pérez y Claudio Jiménez |  |  |
| Metros lideran 2-1  |                                                         |                      |                                                                   | |  |  |
|                     |                                                         |                      |                                                                   | |  |  |

| 25 de junio de 2014 | Reales de La Vega                                               | 98–96                | Metros de Santiago                                            | |  |  |
|                     | Parciales: 25 - 23, 22 - 25, 17 - 17, 20 - 19 (T.E.: 14 - 12)   |                      |                                                               | |  |  |
|                     | Estadísticas Walter Sharpe 31 Walter Sharpe 14 tres jugadores 3 | Reporte Pts Reb Asts | Estadísticas 21 Ollie Bailey 13 Windi Graterol 3 Joel Ramírez | Pabellón: Palacio de los Deportes Fernando Teruel, Concepción de La Vega, La Vega Árbitros: Joel Pérez, Daniel Asencio y Erick Martínez |  |  |
| Serie empatada 2-2  |                                                                 |                      |                                                               | |  |  |
|                     |                                                                 |                      |                                                               | |  |  |

| 21 de junio de 2014       | Metros de Santiago                                                   | 96–88                | Reales de La Vega                                             | |  |  |
|                           | Parciales: 23 - 19, 18 - 23, 32 - 23, 23 - 23                        |                      |                                                               | |  |  |
|                           | Estadísticas O. Bailey y W. Graterol 22 Eloy Vargas 8 Joel Ramírez 4 | Reporte Pts Reb Asts | Estadísticas 35 Walter Sharpe 10 Walter Sharpe 2 Reyson Beato | Pabellón: Gran Arena del Cibao, Santiago de los Caballeros, Santiago Árbitros: Robinson Aracena, Joel Pérez y Daniel Asencio |  |  |
| Metros ganan la serie 3-2 |                                                                      |                      |                                                               | |  |  |
|                           |                                                                      |                      |                                                               | |  |  |

### Finales del Circuito Sureste
| 18 de junio de 2014 | Titanes del Distrito Nacional                                                          | 75–70                | Leones de Santo Domingo                                            | |  |  |
|                     | Parciales: 14 - 15, 17 - 16, 17 - 20, 27 - 19                                          |                      |                                                                    | |  |  |
|                     | Estadísticas Robert Jones 22 Rashad Jones-Jennings 16 J. Fortuna y R. Jones-Jennings 1 | Reporte Pts Reb Asts | Estadísticas 20 Sadiel Rojas 13 Jack Michael Martínez 4 Ryan McCoy | Pabellón: Palacio de los Deportes Virgilio Travieso Soto, Santo Domingo, Distrito Nacional Árbitros: Reynaldo Mercedes, Raúl García y Erick Martínez |  |  |
| Titanes lideran 1-0 |                                                                                        |                      |                                                                    | |  |  |
|                     |                                                                                        |                      |                                                                    | |  |  |

| 20 de junio de 2014 | Leones de Santo Domingo                                                                | 70–65                | Titanes del Distrito Nacional                                      | |  |  |
|                     | Parciales: 19 - 7, 11 - 21, 21 - 20, 19 - 17                                           |                      |                                                                    | |  |  |
|                     | Estadísticas Jack Michael Martínez 20 Jack Michael Martínez 12 Jack Michael Martínez 3 | Reporte Pts Reb Asts | Estadísticas 23 James Maye 17 Rashad Jones-Jennings 3 Robert Jones | Pabellón: Palacio de los Deportes Virgilio Travieso Soto, Santo Domingo, Distrito Nacional Árbitros: Ambiorix Cruz, Roberto Mota y Celestino Pérez |  |  |
| Serie empatada 1-1  |                                                                                        |                      |                                                                    | |  |  |
|                     |                                                                                        |                      |                                                                    | |  |  |

| 21 de junio de 2014 | Titanes del Distrito Nacional                                      | 92–86                | Leones de Santo Domingo                                                | |  |  |
|                     | Parciales: 30 - 17, 20 - 16, 18 - 23, 24 - 30                      |                      |                                                                        | |  |  |
|                     | Estadísticas James Maye 28 Rashad Jones-Jennings 15 José Fortuna 5 | Reporte Pts Reb Asts | Estadísticas 30 Sadiel Rojas 13 Jack Michael Martínez 3 Manuel Fortuna | Pabellón: Palacio de los Deportes Virgilio Travieso Soto, Santo Domingo, Distrito Nacional Árbitros: Joel Pérez y Raúl García |  |  |
| Titanes lideran 2-1 |                                                                    |                      |                                                                        | |  |  |
|                     |                                                                    |                      |                                                                        | |  |  |

| 25 de junio de 2014        | Leones de Santo Domingo                                    | 67–74                | Titanes del Distrito Nacional                             | |  |  |
|                            | Parciales: 12 - 14, 20 - 15, 14 - 19, 21 - 26              |                      |                                                           | |  |  |
|                            | Estadísticas Ryan McCoy 20 Sadiel Rojas 9 Manuel Fortuna 5 | Reporte Pts Reb Asts | Estadísticas 21 James Maye 20 Robert Jones 2 José Fortuna | Pabellón: Palacio de los Deportes Virgilio Travieso Soto, Santo Domingo, Distrito Nacional Árbitros: Robinson Aracena, Ambiorix Cruz y Fernando Jorge |  |  |
| Titanes ganan la serie 3-1 |                                                            |                      |                                                           | |  |  |
|                            |                                                            |                      |                                                           | |  |  |

### Serie Final
| Partido | Fecha       | Local                         | Resultado         | Visitante                     |
| ------- | ----------- | ----------------------------- | ----------------- | ----------------------------- |
| 1       | 29 de junio | Metros de Santiago            | 89-74 (1-0)       | Titanes del Distrito Nacional |
| 2       | 2 de julio  | Titanes del Distrito Nacional | 80-75 (1-1)       | Metros de Santiago            |
| 3       | 4 de julio  | Metros de Santiago            | 98-95, T.E. (2-1) | Titanes del Distrito Nacional |
| 4       | 6 de julio  | Titanes del Distrito Nacional | 80-75 (2-2)       | Metros de Santiago            |
| 5       | 9 de julio  | Metros de Santiago            | 81-70 (3-2)       | Titanes del Distrito Nacional |
| 6       | 11 de julio | Titanes del Distrito Nacional | 75-80 (4-2)       | Metros de Santiago            |

### Campeón
| Campeón de la Liga Nacional de Baloncesto 2014 |
| ---------------------------------------------- |
| Metros de Santiago Tercer título               |

| Jugador Más Valioso de la Serie Final |
| ------------------------------------- |
| Víctor Liz, Metros de Santiago        |